# Park Narodowy „Alania”

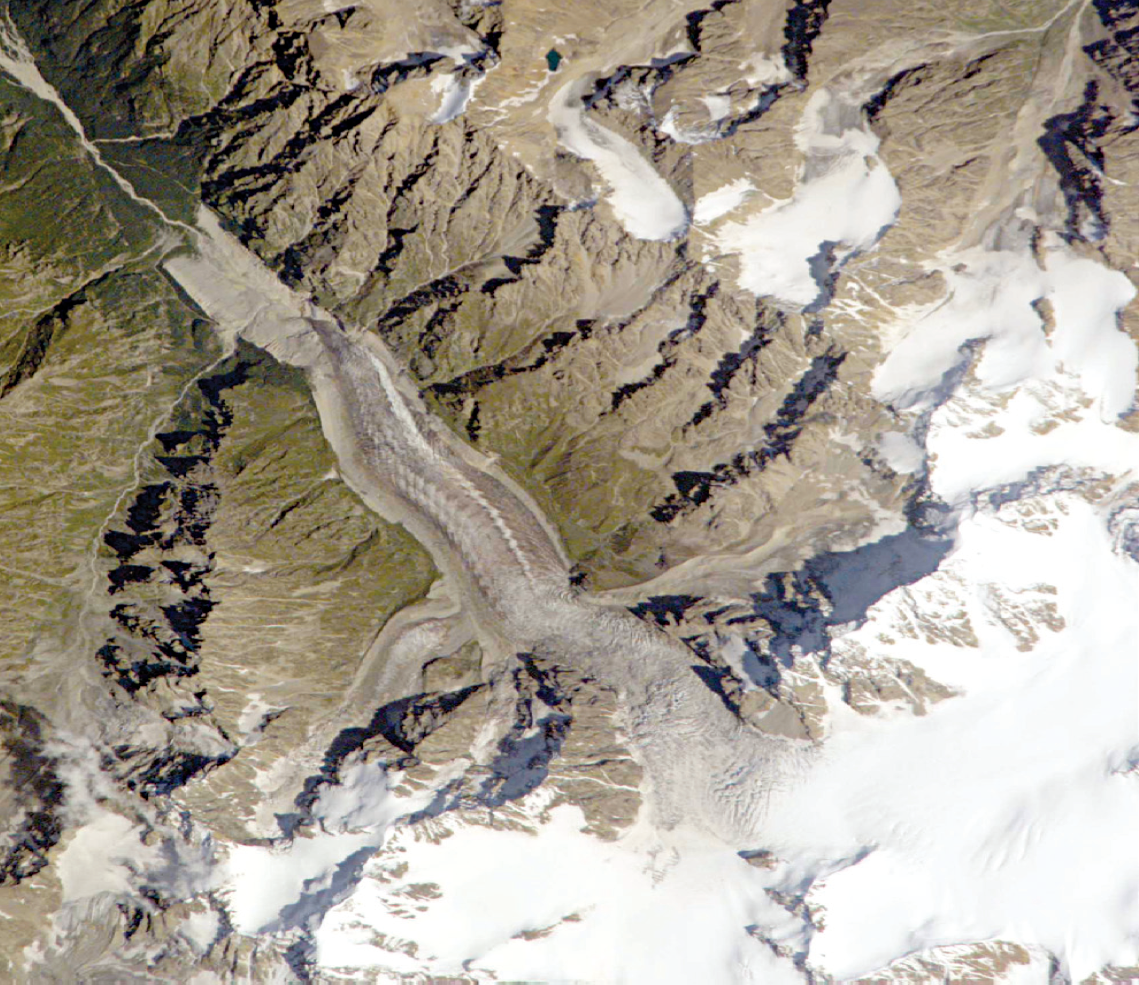
Lodowiec Karaugom, zdjęcie NASA, 2002 rok

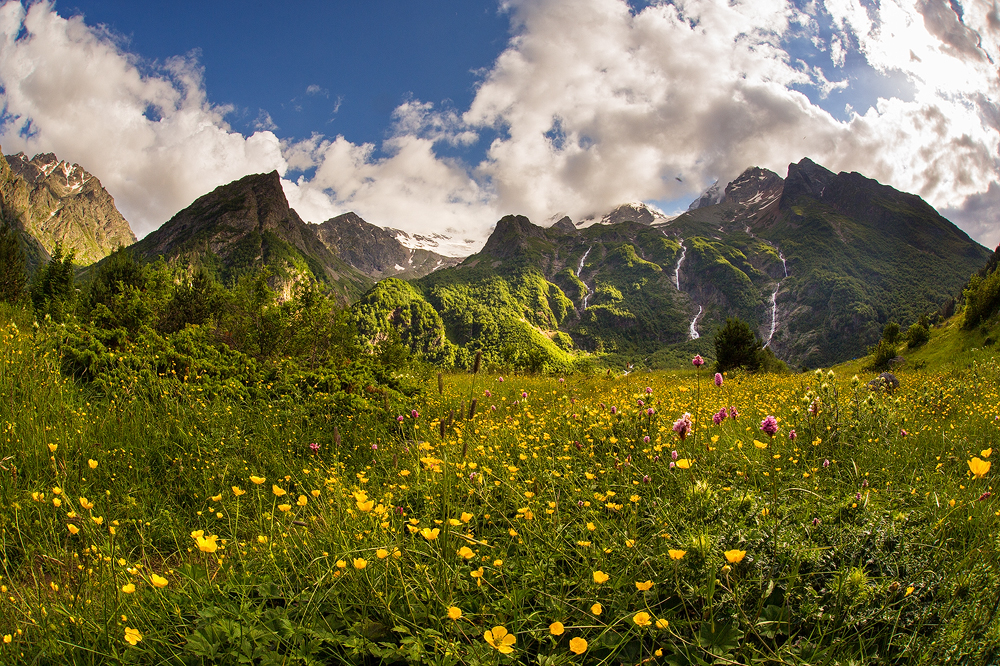
Łąki alpejskie

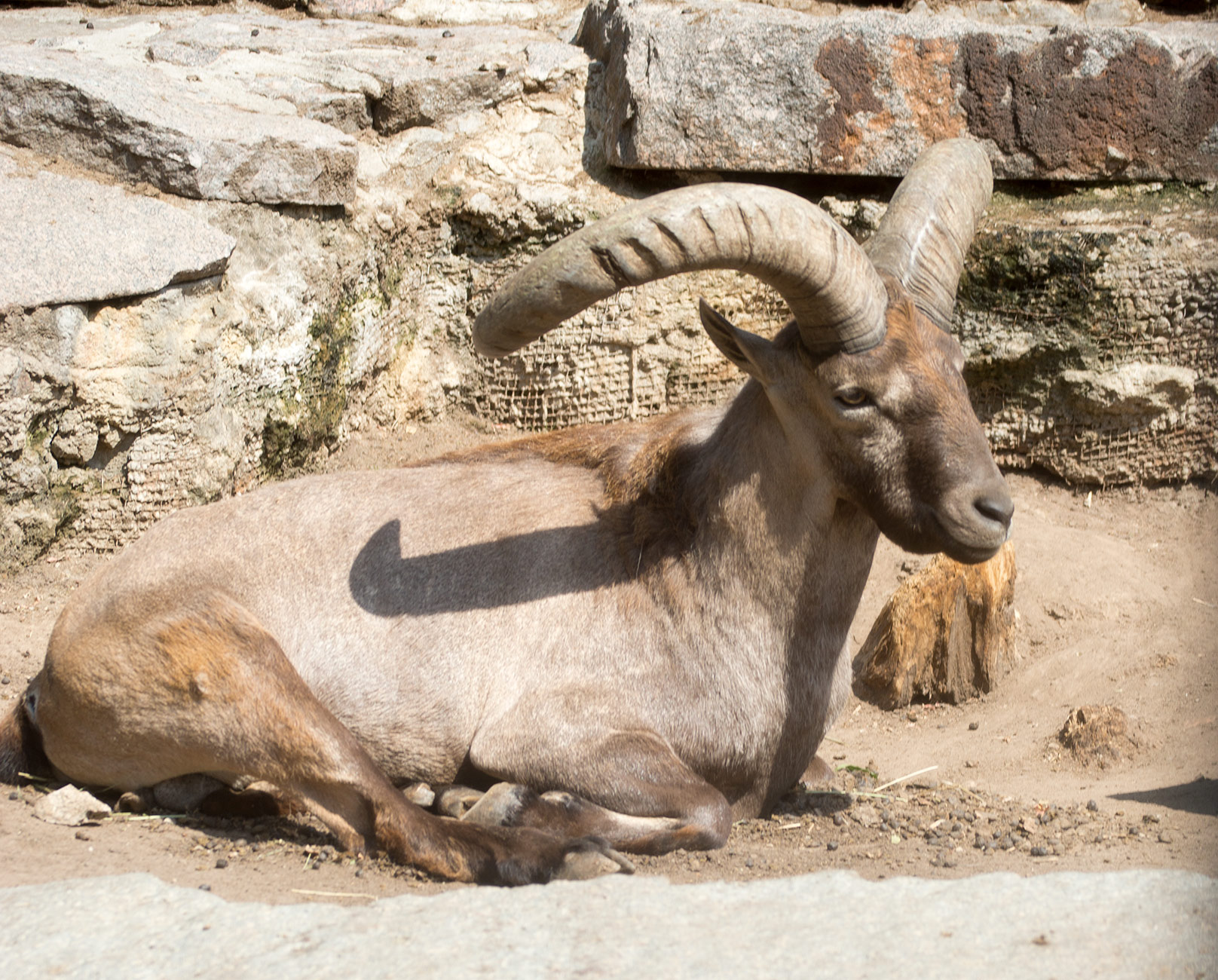
Capra cylindricornis

Park Narodowy „Alania” (ros. Национальный парк «Ала́ния») – wysokogórski park narodowy położony w Północnej Osetii. Założony na mocy dekretu z 18 lutego 1998 roku, obejmuje północne zbocza Kaukazu Środkowego. W 2008 roku został zakwalifikowany przez BirdLife International jako ostoja ptaków IBA.

## Położenie
Park, powstały na mocy dekretu z 18 lutego 1998 roku, znajduje się w Osetii Północnej, ok. 35 km od wioski Czikoła, ośrodka administracyjnego rejonu irafskiego. Obejmuje północne zbocza Kaukazu Środkowego – północne stoki Pasma Głównego i Pasma Bocznego.
Na południu, poprzez Pasmo Główne, park graniczy z Gruzją, na zachodzie z Kabardyjsko-Bałkarskim Rezerwatem Wysokogórskim, a na wschodzie z Rezerwatem Północnoosetyjskim.

## Opis
Park ma charakter wysokogórski – jego najniżej położone tereny znajdują się na wysokości 1350 m n.p.m. a najwyższym szczytem jest Uilpata z 4646 m n.p.m. Według Ministerstwa Zasobów Naturalnych i Ekologii Federacji Rosyjskiej jego powierzchnia to 549 km².
Na jego terenie znajdują się 22 obiekty uznane za pomniki przyrody, m.in. lodowiec Karaugom (ros. Караугом), zastygła lawa dawnego wulkanu Łaboda (ros. Лабода), wychodnie skał, źródła mineralne „Masota”, „Koltizaur”, „Tanadon”, „Humes” i „Guram”, jeziora polodowcowe, wodospady, torfowiska i bagna, w tym także botaniczne pomniki przyrody obejmujące wybrane siedliska roślin: Secale dighoricum, Silene akinfievii, Heracleum nanum, Gantianella caucasea i Galium buschiorum.
Przez obszar parku przepływa ponad 70 rzek i strumieni tworzących gęstą sieć hydrograficzną. Główną arterią wodną jest rzeka Uruch wraz z dopływami.

## Flora i fauna
W parku występuje ponad 1000 gatunków roślin, ok. 214 endemitów Kaukazu, a także gatunki endemiczne występujące tylko w Osetii Północnej. 41 występujących tu gatunków roślin, a także 3 gatunki ssaków (podkowiec mały, wydra europejska i żbik europejski), 15 gatunków ptaków (m.in. cietrzew kaukaski, orłosęp, sokół wędrowny) i 7 gatunków owadów, znajduje się w Czerwonej Księdze Federacji Rosyjskiej (ros. Красная книга Российской Федерации).
Park charakteryzuje się piętrowym układem roślinności z lasami mieszanymi, lasami iglastymi, kosodrzewiną, łąkami alpejskimi. Lasy pokrywają jedną piątą powierzchni parku. Stoki gór porastają głównie lasy sosnowo-brzozowe i bukowe, a doliny – lasy olszowe. Występuje tu ponad 70 gatunków drzew m.in. buk wschodni, olsza szara, Рinus kochiana, Betula litwinowii oraz endemiczny gatunek brzozy – Betula raddeana. U podnóża Pasma Głównego i Pasma Bocznego oraz w ich niższych piętrach rosną kserofity. Nad piętrem leśnym znajdują się łąki alpejskie, gdzie rośnie m.in. kupkówka pospolita, trzcinnik leśny, endemity: Erysimum aureum i Delphinium caucasicum. Na terenie parku występuje ponadto 130 gatunków grzybów kapeluszowych, m.in. borowik szlachetny, koźlarz pomarańczowożółty, koźlarz babka, maślak, gołąbek.
Fauna parku jest bardzo bogata. Występują tu 34 gatunki ssaków – w najwyższym piętrze m.in. Capra cylindricornis i kozica północna, w piętrach niższych porośniętych lasem mieszanym, m.in. sarna, dzik, niedźwiedź brunatny, lis, na piargach endemiczne gatunki łasicowatych, niżej jeszcze ryjówkowate, nietoperze (m.in. gacek szary). Ptaki reprezentowane są przez 160 gatunków – gatunki europejskie (np. włochatka zwyczajna, Loxia, gil zwyczajny, drozd śpiewak), śródziemnomorskie (np. kulczyk królewski), środkowo-azjatyckie (np. orłosęp, Tetraogallus, płochacz halny), a także kaukaskie gatunki endemiczne (np. ułar kaukaski, cietrzew kaukaski, świstunka gruzińska). Występują tu także orzeł przedni, sęp płowy i sokół wędrowny. Wśród płazów spotyka się: ropuchę zieloną, rzekotkę drzewną i Rana macrocnemis, wśród gadów – Anniellidae, padalca zwyczajnego, Darevskia caucasica, zaskrońca zwyczajnego, Coronelle i żmiję łąkową. W górskich rzekach parku żyje jeden rodzaj ryb – pstrąg potokowy. Ne terenie parku występują tysiące gatunków bezkręgowców, samych gatunków owadów jest ok. 5000, z których najliczniejsze to chrząszcze (m.in. endemiczne gatunki Agonum i biegaczowatych) oraz motyle – ponad 1000 gatunków (m.in. paź królowej i paź żeglarz).

## Turystyka
Park jest jednym z głównych obszarów rekreacyjnych republiki. Na jego terytorium utworzono cztery bazy turystyczne, a w miejscowościach na terenie parku rozwijana jest agroturystyka. W parku znajduje się 143 obiektów dziedzictwa kulturowego o statusie federalnym i 25 obiektów o statusie regionalnym, m.in. średniowieczne i późnośredniowieczne wieże strażnicze, wieże mieszkalne, obiekty sakralne.